# タミー・ローレン
タミー・ローレン（Tammy Lauren、1968年11月16日 - ）は、アメリカ合衆国の女優。

## 出演作品
- チャーリー・シーンのハーパー★ボーイズ シーズン4
- 女検死医ジョーダン シーズン4
- ＬＡ大捜査線マーシャル・ロー
- ウェス・クレイヴンズ ウィッシュマスター
- クリスチャン・スレーターの 愛が欲しくてたまらない
- 湖畔殺人事件
- 真夜中にベルが鳴る